# غار محمد سرحدی
اشکفت محمد سرحدی مربوط به دوران پارینه‌سنگی - دوران فرادیرینه‌سنگی است و در شهرستان پاسارگاد، بخش هخامنش، دهستان مادر سلیمان، روستای مبارک‌آباد، تنگ بلاغی، سمت غرب رودخانه پلوار واقع شده و این اثر در تاریخ ۱۸ شهریور ۱۳۸۷ با شمارهٔ ثبت ۲۳۲۰۶ به‌عنوان یکی از آثار ملی ایران به ثبت رسیده است.